# Раджин (станция)
Раджин (устар. Наджин, кор. 라진역?, 羅津驛?) — узловая железнодорожная станция Корейских государственных железных дорог. Названа по одноимённому району города прямого подчинения Насон. Несмотря на объединение районов Раджин и Расон в единую административно-территориальную единицу КНДР, станция сохранила своё прежнее название.

## Описание
Станция является железнодорожным узлом линий Пхённасон, Хамбуксон и Тумангансон. Линии Пхённасон и Хамбуксон связывают станцию с Чхонджином (и далее с Хамхыном и Пхеньяном), а линия Тумангансон связывает станцию с посёлком Туманган, имеющим выход на сеть РЖД.

## Деятельность
На станции останавливается пассажирский поезд № 7/8 Корейских государственных железных дорог сообщением Пхеньян — Туманган. В составе поезда курсирует беспересадочный вагон Москва — Пхеньян, проезд в котором разрешён только гражданам КНДР, направляющимся на работу в Россию.

### Перспективы
В 2011 году в рамках реконструкции линии Туманган (Хасан (Россия) — Туманган — Раджин) к станции проложен путь совмещённой колеи 1520/1435 мм, по участку прошёл пробный поезд. 22 сентября 2013 года в торгово-экономической зоне Насон состоялась торжественная церемония открытия участка железной дороги между станциями Хасан (Российская Федерация) и Раджин (КНДР).